# Dick Cherry
Richard John Cherry (Kingston, 28 febbraio 1937 – 6 marzo 2025) è stato un dirigente sportivo e hockeista su ghiaccio canadese che nel corso della carriera ha militato nella National Hockey League.
Era il fratello minore di Don Cherry, celebre allenatore e opinionista televisivo.

## Carriera
Cherry iniziò a giocare a hockey nella Ontario Hockey Association vestendo per due stagioni la maglia dei Barrie Flyers. Nel corso della stagione 1956-57 fece il proprio esordio fra i professionisti dopo essere stato richiamato dai Boston Bruins, formazione della National Hockey League partner dei Flyers con cui giocò sei partite. Nelle stagioni successive trovò spazio in American Hockey League giocando con le maglie dei Quebec Aces, degli Springfield Indians e dei Providence Reds.
Nel 1961 Cherry andò a giocare nella propria città natale con i Kingston Frontenacs, formazione della EPHL. Dopo due anni nel 1963 si ritirò momentaneamente dall'hockey su ghiaccio per dedicarsi all'insegnamento, la sua seconda professione, ma dopo un solo anno tornò subito a giocare nella lega senior  dell'OHA con i Kingston Aces.
Dopo un altro anno lontano dal ghiaccio per poter insegnare Cherry disputò la stagione 1966-67 con il farm team dei Bruins in Central Hockey League, gli Oklahoma City Blazers. Rimasto senza contratto nel 1967 Cherry fu scelto durante l'NHL Expansion Draft dai Philadelphia Flyers, una delle sei nuove franchigie iscritte alla NHL. Rimase a Philadelphia per due stagioni intere prima di fare il ritorno in CHL ai Blazers, squadra di cui divenne il capitano.
Al termine della propria carriera Cherry ritornò a giocare nella lega senior dell'OHA Sr. con i Kingston Aces e i Napanee Comets fino al ritiro definitivo avvenuto nel 1975. Una volta ritiratosi tornò a dedicarsi all'insegnamento a tempo pieno, interessandosi comunque all'hockey lavorando per alcune stagioni come scout e dirigente dei Kingston Frontenacs, squadra dell'Ontario Hockey League.

## Palmarès

### Individuale
- EPHL Second All-Star Team: 1

1962-1963
- OHA Sr. Second All-Star Team: 1

1965-1966